# Lacs de Conzieu
Les lacs de Conzieu sont trois petits lacs privés sur la commune de Conzieu dans le département de l'Ain dans la région Auvergne-Rhône-Alpes.
Dans le cadre de la protection de la faune et de la flore, l'accès est strictement interdit.

## Géographie
Les trois lacs de Conzieu, à l'altitude moyenne de 363 mètres, sont situés au sud-est du Mont Pela (595 m), à moins d'un kilomètre. Le sentier de grande randonnée GR 59 passe juste au-dessus d'eux, à l'est.
Leur émissaire est un ruisseau, court affluent, en rive droite, du Gland.

## Écologie
Les trois lacs de Conzieu sont une ZNIEFF de type I de 15,50 hectares. Ils sont issus du ruissellement et de sources.